# ريك سيمبسون
ريك سيمبسون (بالإنجليزية: Rick Simpson)‏ هو مخرج فني أمريكي، ولد في القرن العشرين.

## وصلات خارجية
- ريك سيمبسون على موقع IMDb (الإنجليزية)
- ريك سيمبسون على موقع أول موفي (الإنجليزية)
- ريك سيمبسون على موقع قاعدة بيانات الفيلم (الإنجليزية)